# 位相幾何学

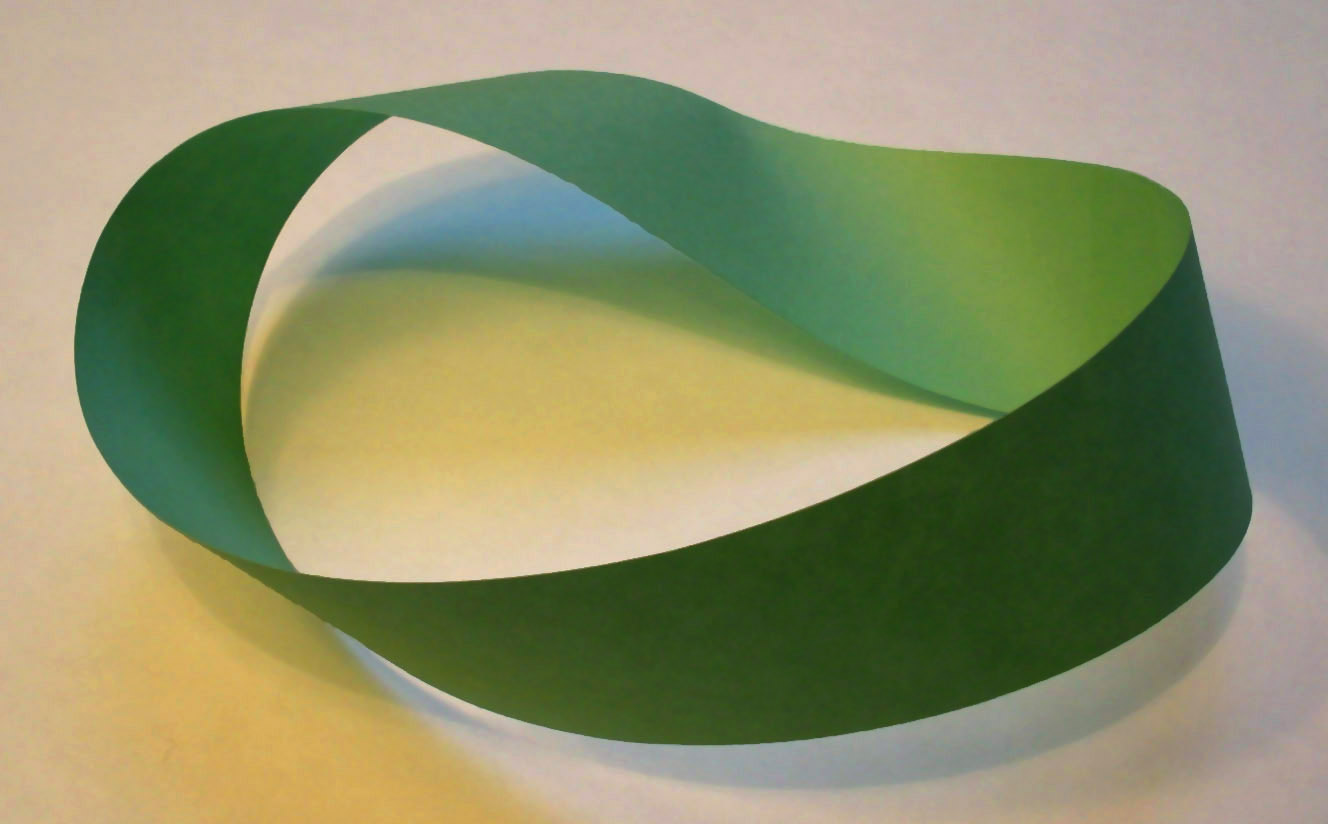
一つの面と一つの辺を持つメビウスの帯は、位相幾何学の研究対象の一つである。

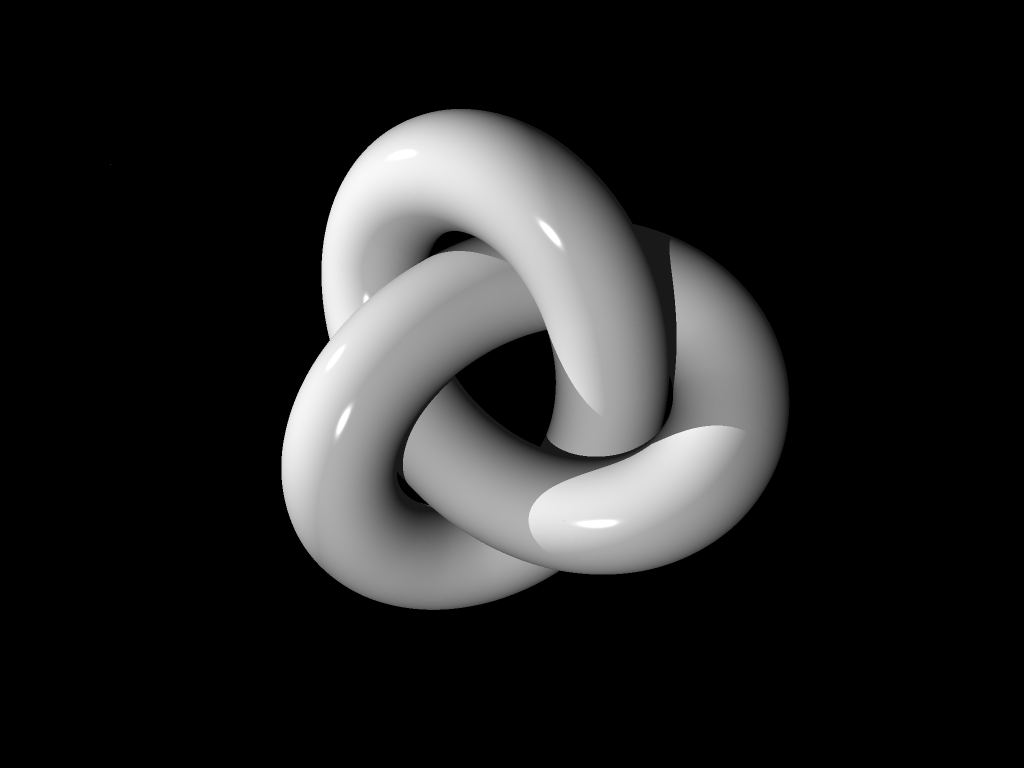
三葉結び目（もっとも単純な非自明な結び目）

マグカップからドーナツ（トーラス）への連続変形（同相写像の一種）とその逆。

位相幾何学（いそうきかがく、英: topology, トポロジー）は、幾何学の分野の1つであり、図形を構成する点の連続的位置関係のみに着目してその性質を研究する学問である。
名称は、ギリシア語で「位置」「場所」を意味するτόπος（トポス）と「言葉」「学問」を意味するλόγος（ロゴス）に由来し、「位置の学問」を意味している。
トポロジーは、何らかの形（かたち。あるいは「空間」）を連続変形（伸ばしたり曲げたりすることはするが切ったり貼ったりはしないこと）しても保たれる性質（位相的性質または位相不変量）に焦点を当てたものである。位相的性質において重要なものには、連結性およびコンパクト性などが挙げられる。
位相幾何学は、空間、次元、変換といった概念の研究を通じて、幾何学および集合論から生じた分野である。このような考え方は、17世紀に「位置の幾何」（羅: geometria situs）および「位置の解析」（羅: analysis situs）を見越したゴットフリート・ライプニッツにまで遡れる。レオンハルト・オイラーの「ケーニヒスベルクの七つの橋問題」および多面体公式がこの分野における最初の定理であるというのが定説となっている。用語 topology は19世紀にヨハン・ベネディクト・リスティングによって導入されたが、位相空間の概念が起こるのは20世紀の最初の10年まで待たねばならない。20世紀中ごろには、位相幾何学は数学の著名な一分野となっていた。
位相幾何学には様々な分科が存在する。
- 位相空間論 (General topology) は、位相の基礎となる側面を確立し、位相空間の性質を研究し、位相空間特有の概念について研究する。別の言い方をすると、「与えられた集合を位相空間とするような開集合に関して研究する」分野である。これには他のあらゆる分野で用いられる基本的な位相的概念（コンパクト性や連結性などの話題を含む）を扱う点集合位相 (point-set topology) も含まれる。
- 代数的位相幾何学 (algebraic topology) は、ホモロジー群やホモトピー群などの代数的構成を用いて連結性の度合いを測ることを試みる。
- 微分位相幾何学 (differential topology) は、可微分多様体上の可微分写像を扱う分野である。微分幾何学とも近しい関係にあり、これらを合わせて可微分多様体の幾何学的理論が構築される。
- 幾何学的位相幾何学 (geometric topology) は、主として多様体およびそれらの別の多様体への埋め込みについて研究する。特に活発なのが、四次元（以下）の多様体について調べる低次元位相幾何学であり、これには結び目について研究する結び目理論も含まれる。

## 歴史

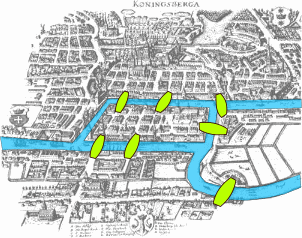
オイラーによる「ケーニヒスベルクの 7 つの橋」問題の解決は位相幾何学の萌芽（のひとつ）であるとみなされている。オイラーは問題を解決した論文のなかで、これがまさにライプニッツのいう geometrica situs である、と述べた。

1679年の秋、ライプニッツはホイヘンスに宛てた手紙の中で自分の考えをのべた一つのエッセイ（公けにされたのは1833年）を送った。その中でライプニッツは、代数学は幾何学のなかに簡潔な方法や美しい構成を与えていないので自分は代数学に満足できない、代数学が量を端的にあらわしているように、もっと幾何学的に位置（situs）を表す別の解析（analysis）、既知や未知の位置の間の関係を論ずる幾何学的解析（geometric analysis）が必要である、と強調した。ライプニッツは幾何学的対象を記号で表す新しい代数学の構成を夢みていたが、発展させることはできなかった。当時としては計量的な性質から完全に抜け出すことはできなかったので、ホイヘンスはライプニッツの思想や方法に興味を示すことはなかった。
ユークリッド幾何学が紀元前にはできていたことと比較すると、オイラーやガウスに始まる位相幾何学は高々 250 年の歴史であり、大きな差がある。オイラーは、いわゆるオイラーの多面体定理において球面に連続的に変形できるような多面体の辺・頂点・面の数の間にある関係が成り立つことを見出したが、これをもって位相幾何学の始まりとするのが一般的である。
多面体の頂点、辺、面の数を各々 n0, n1, n2 とおくと、これらが n0 − n1 + n2 = 2 の関係にあるとするオイラーの定理は、18 世紀当時の解析学、代数学を中心とする数学の流れにおいて孤立した結果であった。19 世紀にガウスは絡み目数を線積分により表示する公式を与え、また後半紀にリーマンが現在リーマン面と呼ばれる概念を提出し、ロッホは曲面の上の 2 つの偏微分方程式の解の自由度の差を曲面の種数を含む数と同定するリーマン・ロッホの定理をまとめた。これら前駆的研究に対して、トポロジーがひとつの分野として確立する契機となったのは 1900 年前後のポアンカレの一連の研究による。
ポアンカレは 1895 年の論文「Analysis Situs」の中でホモロジーの概念を導入した。これはホモロジー論へと発展した。同じ論文の中でポアンカレは基本群の研究を行った。これはホモトピー論へと発展した。これらはいまや代数的位相幾何学の大きな柱であると考えられている。
現代的な位相幾何学は 19 世紀に後半に確立された集合論を大きな基盤として成り立っている。集合論の祖のひとりであるゲオルク・カントールはフーリエ級数の研究に際してユークリッド空間内の点集合について考察している。
カントール、ボルテラ、アルツェラ、アダマール、アスコリ、らの研究を取りまとめる形で（今日では一般的な位相空間の特別の場合であると考えられている）距離空間の概念を確立したのはフレシェで、1906 年のことである。「位相空間」という用語を導入したのはハウスドルフで、1914 年に今日ではハウスドルフ空間と呼ばれる概念を定義するために用いられたものであるが、その一般化として現代的な意味での位相空間という概念が確立されるのは 1922 年、クラトフスキーの手による。

## 主要な概念

### 集合上の位相
位相（トポロジー）は、大まかに言えば集合の元が互いにどの程度空間的に関連があるのかを示す、この分野の中心的な数学的構造である。一つの集合には複数の異なる位相が入り得る。例えば、実数直線、複素数平面、およびカントール集合は異なる位相を持つ同一の集合と見ることができる。
厳密に言えば、集合 X に対し、X の部分集合族 τ が X の位相であるとは、
1. 空集合 ∅ および全体集合 X は τ の元
2. τ の元の任意の合併は τ の元
3. τ の元の任意の有限交叉は τ の元

の三条件をすべて満たすときに言う。τ が X 上の位相であるとき、対 (X, τ) は位相空間と呼ばれる。集合 X に特定の位相 τ が備わっていることを Xτ と書き表すこともある。
τ の元は X の開集合と呼ばれる。X の部分集合が閉であるとは、その補集合が τ の元となる（つまり補集合が開集合となる）ことである。X の部分集合は、開でも閉でもある（開かつ閉集合）こともあれば、そのどちらでもないこともある。空集合と X 自身は常に開かつ閉である。点 x を含む開集合は x の（開）近傍と呼ばれる。

### 連続写像と同相写像
位相空間から別の位相空間への写像が連続であるとは、任意の開集合の逆像が開であるときに言う。これは、実数を実数へ写す写像（ただし実数直線の位相は通常の位相を入れる）の場合には、初等解析学における連続函数の定義と同値である。連続写像が単射かつ全射であって、その逆写像もまた連続となるならば、その写像は同相写像（あるいは単に同相）と呼ばれ、また写像の定義域はその像と同相であると言う。これはこの写像が位相の間の写像を自然に引き起こすということもできる。互いに同相な二つの空間は、同一の位相的性質を持ち、従って位相的には同じ空間と考えることができる。例えば立方体と球面は同相であり、同様にコーヒーカップとドーナツは同相だが、他方円とドーナツは同相でない。

### 多様体
位相空間は極めて多様であり風変わりなものも多く存在する裏で、位相幾何学の多くの分野では多様体と呼ばれるより馴染みやすい位相空間のクラスが注目される。多様体は各点の近くではユークリッド空間のように見える位相空間を総称して言う。より明確に言えば、n-次元多様体の各点は n-次元ユークリッド空間に同相な近傍を持つ。直線や円周は一次元多様体だがレムニスケートはそうでない。二次元多様体は曲面と呼ばれ、例えば平面や球面やトーラスは三次元空間内に実現することができるが、クラインの壺や実射影平面はそうでない。

## 主要な話題

### 一般位相
位相空間論（一般位相）は位相に関する集合論的定義と構成を扱う位相幾何学の分野である。位相空間論は微分位相幾何学、幾何学的位相幾何学および代数的位相幾何学を含む位相幾何学の他の分野の大部分の基礎となる。点集合位相とも呼ばれる。
点集合位相における基本概念は連続性、コンパクト性、連結性である。直観的に言えば、連続写像は近くの点を近くに写す、コンパクト集合は任意に小さな有限個の集合で被覆できる、連結集合は分離された二つの部分に分割されない、ということである。ここで用いた「近く」「任意に小さい」「分離した」といった表現は何れも開集合を用いて明確な言葉に表される。「開集合」の選び方を変更すれば、それにともなって連続写像やコンパクト集合や連結集合の意味するものも変更される。そのような「開集合」の決め方のそれぞれを位相と呼ぶ。位相を備えた集合は位相空間と呼ばれる。
距離空間は位相空間の重要なクラスであり、そこでは距離函数が任意の二点間に距離と呼ばれる数を割り当てることができる。距離を持つことで多くの証明が簡明になり、またよく知られた位相空間の多くが距離空間になる。

### 代数的位相幾何学
代数的位相幾何学は位相空間を調べるのに抽象代数学由来の道具を用いる数学の一分野である。その基本的な最終目的は同相を除いて位相空間を分類する代数的不変量を求めることであるが、普通はホモトピー同値を除いて大まかな分類を得ることが目的となる。
そのような不変量として最も重要なのがホモトピー群、ホモロジー群およびコホモロジー群である。
代数的位相幾何学では位相的問題を調べるのに代数学を用いることが主だけれども、位相を用いて代数的問題を解くということも時には可能である。例えば代数的位相幾何学で「自由群の任意の部分群がまた自由となること」を簡便に示すことができる。

### 微分位相幾何学
微分位相幾何学は可微分多様体上の可微分写像を扱う分野である。微分幾何学とも近しい関係にあり、これらを合わせて可微分多様体の幾何学的理論が構築される。
より精確に述べれば、微分位相幾何学は多様体上に可微分構造が定義されることのみを必要とする性質や構造を考察する。滑らかな多様体はほかに余計な幾何学的構造（これらは微分位相幾何学において存在するある種の同値性や変形の妨げとなる）を持つ多様体よりは「柔らかい」。例えば、体積やリーマン曲率は同一の滑らかな多様体上で相異なる幾何学的構造を区別することのできる不変量である。つまり、ある種の多様体を滑らかに「平坦にする」("flatten out") ことができたとしても、それには空間を歪める必要があるかもしれないし、その結果として曲率や体積が変わってしまうかもしれない。

### 幾何学的位相幾何学
幾何学的位相幾何学は主に低次元（二、三、四次元）の多様体に焦点を当ててその形状を調べる位相幾何学の分野であるが、より高次元の位相幾何学も一部には含む。幾何学的位相幾何学の主題には例えば向き付け可能性、ハンドル分解、局所平坦性および（平面および高次元の）シェーンフリースの定理などがある。
高次元の位相幾何学において、特性類は基本的な不変量であり、手術理論は鍵となる理論である。
低次元位相幾何学は、二次元における一意化定理（任意の曲面が一定曲率計量をもつ、幾何学的に言えば正曲率（球面的）、零曲率（平坦）、負曲率（双曲的）の三種類の何れかになる）や三次元における幾何化予想（任意の三次元多様体は、各々は可能な八種類の幾何の何れかであるような小片に切り分けることができる）に現れているように、極めて幾何学的である。
二次元の位相幾何学は一変数の複素幾何として調べることができる（リーマン面は複素曲線である）。一意化定理により、計量の任意の共形類は一意な複素計量に同値である。また四次元位相幾何学は二変数の複素幾何（複素曲面）の観点から調べることができるが、任意の余次元多様体が複素構造を持つわけではない。

### 一般化
場合によっては、位相幾何学の道具が必要だが「点集合」は使えないという場面に遭遇することもある。点なし位相（非点集合的位相空間論）では理論の基本概念として開集合の束を考える。一方、グロタンディーク位相は任意の圏上に定義される構造で、それら圏上に層を定義することが可能になり、一般コホモロジー論の定義を持ち込むことができる。

## 応用
位相幾何学の手法を用いると、抽象的な接続関係に関する性質や微小変形で不変な大域的な性質を扱うことができる。数学の一分野として整理される以前より、位相幾何学的手法が単発的に使われてきた(空間中の二つの電流の相互作用に対する、ガウスの線積分表示など)が、二十世紀後半には特に他分野との関連が深まり、現在でも応用領域は広がっている。
| 応用領域                        | 内容 |
| ------------------------------- | --- |
| 物理学                          | 宇宙の形状、素粒子の記述体系、量子数の記述、超伝導絶縁体、我々の世界に関する性質(タイムマシンは存在するか？など)。 |
| 化学                            | フラーレンなど分子構造。 |
| 生物学                          | 結び目をなす分子の、形状による機能や変形(DNAトポイソメラーゼ)。 |
| 経済学                          | ワルラス均衡の存在、ナッシュ均衡の存在の証明に位相空間論の手法が用いられる。 |
| 情報科学                        | 論理体系の意味論を展開する枠組みとして層 (数学)の利用、経路空間のホモロジーによる記述。またネットワークの取り扱いにおいてはグラフ理論を手段として研究され、一般的にはネットワーク・トポロジーとして知られている。 また、人工知能の研究分野では「トポロジカル・データ・アナリシス」(Topological data analysis)技術が発展の見込みにある。 |
| カタストロフィー理論            | 形態形成、経済現象の記述。 |
| 3次元コンピュータグラフィックス | 3DCGにおけるモーフィングはホモトピー変形を利用している。また立体計測やデジタルスカルプトで生成された複雑なポリゴンモデルを単純な構造のモデルに作り変える操作をリトポロジー(Retopology)と呼ぶ。 |

位相幾何学を発展させたものとしてパーシステントホモロジーがある。これは特に応用されており、以下のような応用例が存在する。

### センサーネットワークの被覆問題
センサーネットワークとは、多数のセンサーを配置してある領域全体を監視するシステムである。
パーシステントホモロジーを用いると、センサーネットワークの穴について計算することができる。センサーネットワークにおいてはセンサーの故障が問題となっている。モバイルセンサ（自律的に動くセンサ）によるセンサーネットワークについて、ホモロジーにより穴の計算をすることにより、人間の手を介在することなくセンサーを再配置できる。
Ghristの発想としては、局所的なセンサー間の接続や被覆状況から大域的な情報を抜き出すことができる。
各センサーの被覆や接続情報などの局所的な情報と、対象領域{\displaystyle {\mathcal {D}}}の被覆情報であるホモロジー群はリップス複体（Rips複体）を形成している。

### アモルファスの構造解析とパーシステント図
ガラスなどのアモルファス構造は、結晶とは異なり原子配列に周期性を持たないことから、構造を適切に表現する記述法として満足なものが得られていなかった。従来の手法では、各原子の近傍に関する短距離構造について調べることは可能であったが、アモルファスの構造を理解するには、より広範囲の原子で構成される中距離構造を理解する必要性が報告されていた。
パーシステントホモロジーにおける手法であるフィルトレーションを用いると、穴の発生と消滅までの時間という２つの情報（パーシステント図）から、短距離・中距離の構造を抽出することができる。
最近接の３原子（Si１つと酸素原子２つ）からなる構造（穴）は、誕生（Birth）も早いがその分死亡（Death）も早い。これがガラスの短距離構造である。対して、Si７個と酸素原子７個からなる構造は誕生が早いのに対して死亡は遅い。これがガラスの中距離構造である。
このようにして、リングの誕生と死亡までの時間によりガラスなどのアモルファスの構造を記述できるのである。
各原子とそれぞれの点に貼り付けられた半径rの円は、アルファ複体を形成している。